# لوغانة صغيرة
لوغانة صغيرة (الاسم العلمي:Logania minor) هي نوع من النباتات تتبع جنس اللوغانة من الفصيلة اللوغانية.